# Femella (eina)

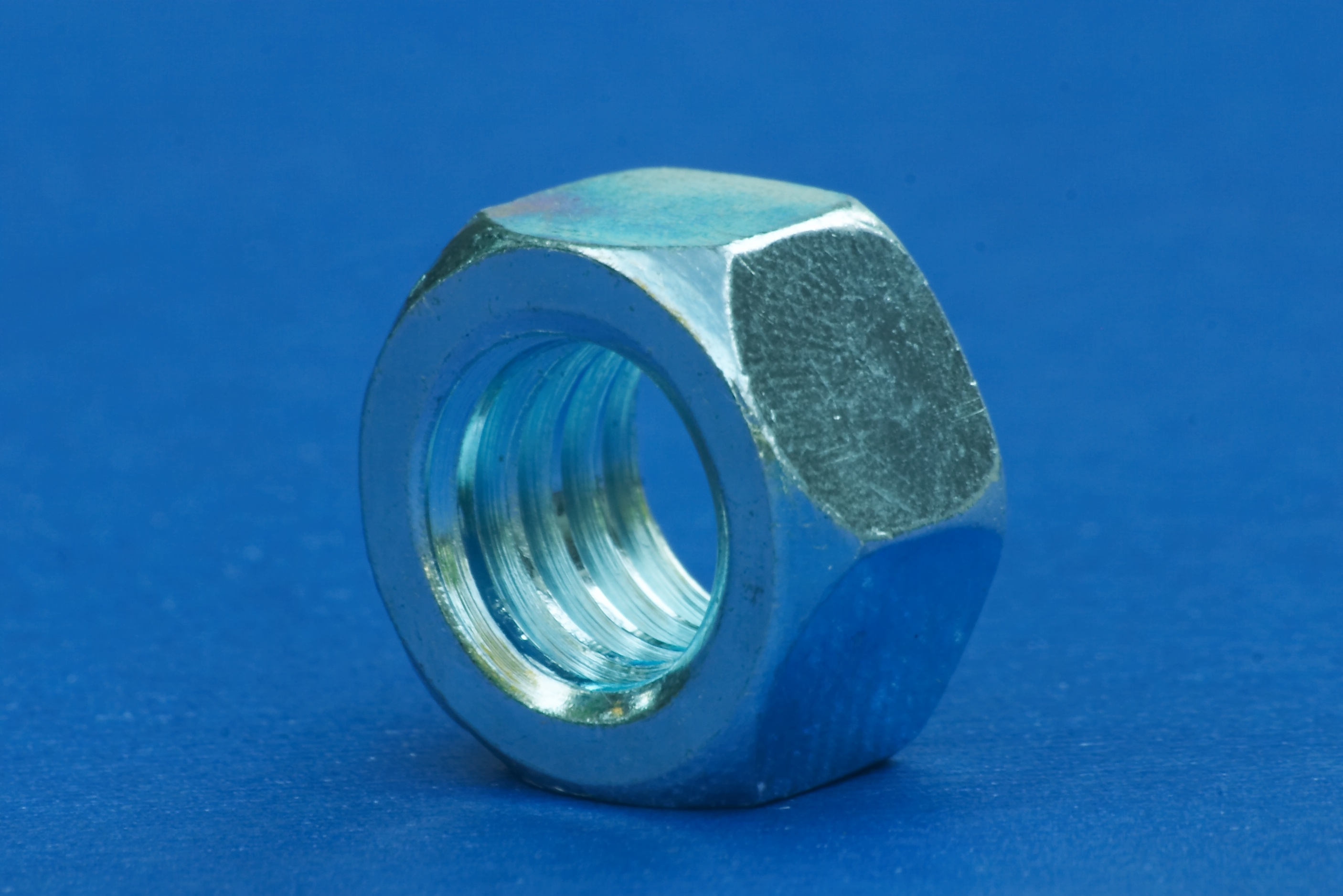
Femella.

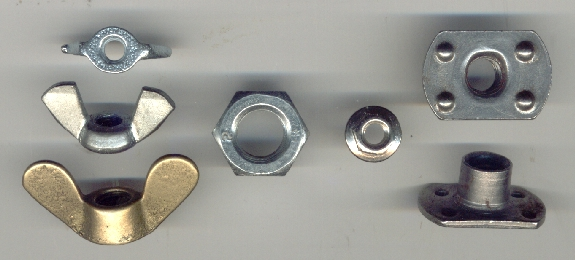
Tipus de femelles.

Una femella és una peça roscada interiorment que s'acobla a un caragol (enginyeria) de qualsevol forma i mida formant una unió roscada, fixa o lliscant. Les funcions que fa una femella són les següents:
- Subjectar i fixar unions d'elements desmuntables. Es pot incorporar a la unió una volandera per a millorar la fixació i el serratge de la unió.

- Convertir un moviment giratori en lineal.

- Subjectar fermament un cargol sense que s'afluixi

La femella és un element que està normalitzat d'acord amb els sistemes generals de rosques que existeixen i sempre ha de tenir les mateixes característiques geomètriques del caragol amb el qual s'acobla.

## Tipus de femelles
Les femelles es fabriquen en grans produccions amb màquines i processos molt automatitzats i encara que es pot roscar un femella amb un mascle, aquesta pràctica ja gairebé no s'utilitza, perquè en els comerços especialitzats és fàcil i barat adquirir la femella que es desitgi.
De manera general, es produeixen els següents tipus de femelles:
- Femella hexagonal DIN 934

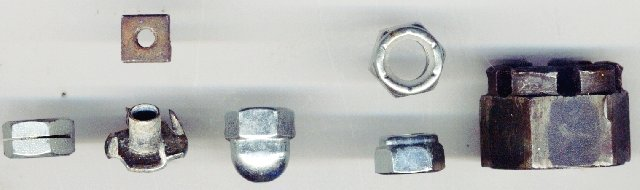
Femelles cegues, emmerletades i altres.

- Femella especial alt. inferior DIN 439
- Femella cega DIN 1587
- Femella papallona DIN 315
- Femella autoassegurança DIN 985
- Femella soldable DIN 929
- Femella emmerletada DIN 935

Hi ha una gran varietat de femelles, des de versions domèstiques fins a dissenys especialitzats específics de la indústria que són dissenyats per complir diverses normes tècniques. Els elements de fixació utilitzats en automoció, enginyeria i aplicacions industrials normalment s'han d'estrènyer amb un parell d'estrenyiment específic, utilitzant una clau dinamomètrica. Les femelles es classifiquen amb índexs de resistència compatibles amb els respectius perns; per exemple, una femella de classe de propietat ISO 10 podrà suportar la càrrega de la tensió d'assaig d'un pern de classe ISO 10.9 sense desprendre's. De la mateixa manera, una rosca SAE classe 5 pot suportar la càrrega d'assaig d'un pern SAE classe 5, i així successivament.
| Nom                              | També coneguda com                                                                                 | Imatge             | Descripció |
| -------------------------------- | -------------------------------------------------------------------------------------------------- | ------------------ | --- |
| Femella gla (femella amb barret) | Femella hexagonal de corona, rosca cega, rosca amb barret, rosca amb barret voltat                 |                    | Una rosca que té un extrem voltat en un costat. |
| Femella passador                 | Passador transversal d'acer o femella de passador, passador transversal (fusteria)                 |                    | Un tac rodó o una peça de xapa conformada amb rosques perpendiculars a la longitud de la femella. |
| Femella engabiada                | Femella engabiada, rosca captiva, femella clip                                                     |                    | Una rosca (normalment quadrada) en una gàbia d'acer per a molls que envolta la rosca. La gàbia té dues ales que quan es comprimeixen permeten que la gàbia s'insereixi als forats quadrats |
| Femella amb clip                 | Femella a J o en U, rosca de xapa, femella ràpida (ambiguament)                                    |                    | Dissenyades per ser clipades amb xapa metàl·lica. |
| Femella d'acoblament             | Femella d'extensió                                                                                 |                    | Un tancament roscat per unir dues rosques mascle, més comunament una vareta roscada, però també canonades. |
| Femella de brida                 | Femella de collaret                                                                                |                    | Té una pestanya ampla en un extrem que actua com a volandera integrada |
| Femella HARDLOCK                 | Femella doble excèntrica, autoblocant                                                              | Femella HARDLOCK   | Una femella autoblocant. Millora de la femella doble que utilitza un principi de falca, eliminant l'espai entre rosques. |
| Femella inserida                 | Endoll roscat                                                                                      | Femella d'inserció | Endolls roscats per a una peça de treball de fusta, similar a un ancoratge de paret. |
| Femella molletada                | Femella de polze                                                                                   |                    | Té una superfície exterior nervada que facilita l'estrenyi amb la mà (femella de polze) o assegura la femella en un mànec o tapa (femella d'inserció). |
| Sex bolt                         | Femella de barril, pern de barril, barril d'unió, cargol de Chicago, pal i cargol o pern connector |                    | Té una pestanya en forma de barril i un sortint que està roscat internament. |
| Femella partida                  | |                    | Dividida longitudinalment en dues peces (meitats oposades) perquè la seva rosca femella pugui obrir-se i tancar-se sobre la rosca mascle d'un pern o claveguera. |
| Femella maneguet                 | |                    | |
| Femella amb ressort              | |                    | S'utilitza amb el puntal per unir coses a la cara oberta. Les ranures de la cara encaixen als llavis de la cara oberta del canal del puntal, mentre que el moll empeny contra la cara oposada, per mantenir la femella al seu lloc.                                                                 |
| Femella quadrada                 | |                    | Femella de quatre cares. En comparació amb les femelles hexagonals estàndard, les femelles quadrades tenen una major superfície en contacte amb la peça que s'està subjectant i, per tant, proporcionen una major resistència a l'afluixament (encara que també una major resistència a l'estrenyi) |
| Femella estampada                | Femella autoblocant                                                                                |                    | Es fa servir en xapa metàl·lica. S'ancora permanentment a la xapa estampant el material circumdant. |
| Femella a T                      | rosca a T, rosca cega (ambiguament)                                                                |                    | Es fa servir per fixar una peça de treball de fusta, partícules o materials compostos, deixant una superfície enrasada. |
| Femella de ranura a T            | Femella de ranura a T                                                                              |                    | S'utilitza amb una abraçadora roscada per posicionar i assegurar les peces amb què es treballa en un taller. |
| Femella a falca                  | |                    | |
| Femella soldada                  | |                    | Dissenyada per ser soldada a un altre objecte. |
| Femella de pou                   | Rawlnut o rosca Rawl (propietària)                                                                 |                    | S'utilitza per subjectar a cegues una peça i segellar l'orifici del cargol |
| Femella papallona                | Femella papallona                                                                                  |                    | Té dues grans "ales" metàl·liques, una a cada costat, per la qual cosa es pot prémer i afluixar fàcilment amb la mà sense eines. |

### Femelles amb subjecció
Hi ha molts tipus especialitzats de rosca amb subjecció per resistir l'afluixament d'unions cargolades, ja sigui proporcionant un parell d'acollament predominant contra el sostenidor mascle o subjectant-se contra els components cargolats. Generalment s'anomenen femelles de seguretat.
- Femella emmerletada
- Femella de bloqueig de rosca distorsionada
  - Terca Centerlock
  - Contrafemella de desplaçament el·líptic
  - Femella Toplock
- Femella de rosca interferida
  - Femella de rosca cònica
- Contrafemella
- Femella de raig (Terca K)
- Femella Keps (femella K o femella volandera) amb volandera de seguretat tipus estrella
- Femella de placa Nyloc
- Femella d'inserció de polímer (Nyloc)
- Femella de seguretat
- Femella de cara dentada
- Femella de brida dentada
- Femella de velocitat (Femella de xapa o rosca Tinnerman)
- Femella de biga partida
- Femella BINX[3]

## Identificació de les femelles

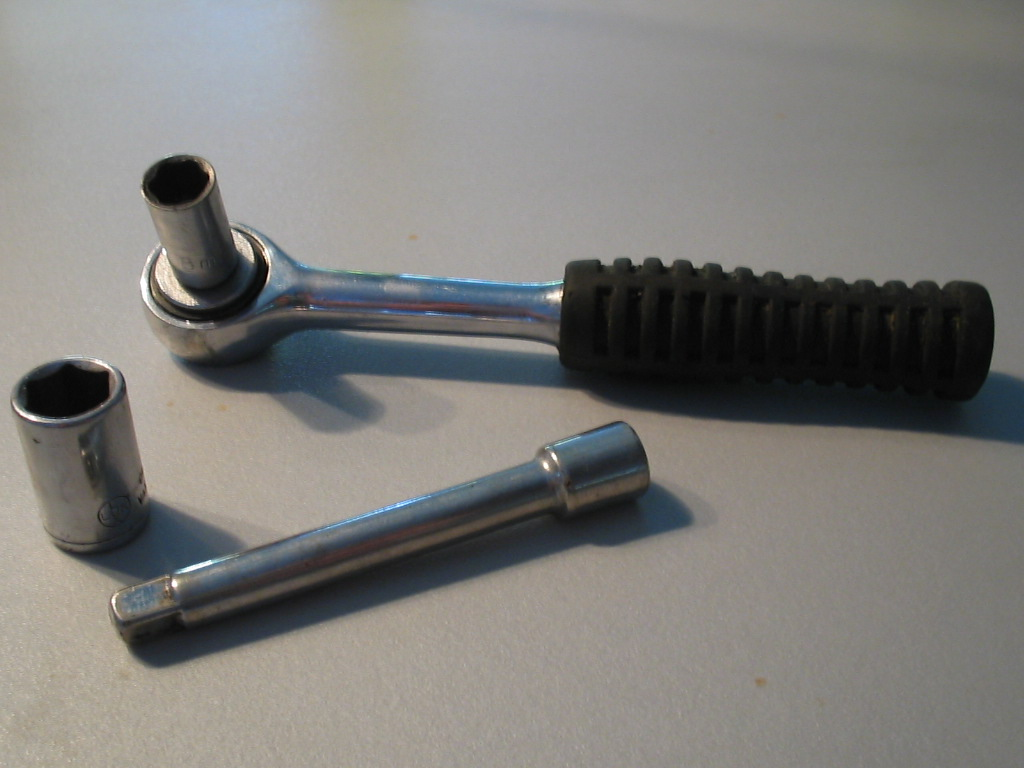
Clau de serratge de carraca o clau matraca.

Hi ha 4 característiques bàsiques per identificar una femella:
- El nombre de cares . En la majoria de les femelles sol ser 6 (femella hexagonal) o 4 (rosca quadrada). Sobre aquests models bàsics es poden introduir diverses variacions. (Cega, amb vora, emmerletada, estriada, grafilada, rodona amb forats, grafilada ranurada. Un model de femella molt emprat és la femella d'orelles (roda de les bicicletes, estenedors de roba ...), que conté dos plans sortints per facilitar el serratge de la femella emprant només les mans.

- El gruix  de la femella.

- El diàmetre  fa referència al diàmetre del cargol que encaixa en ella. Aquest diàmetre no és el del forat, sinó el que apareix entre els fons de la rosca.

- El tipus de rosca  que ha de coincidir amb el del cargol al qual s'acobla.

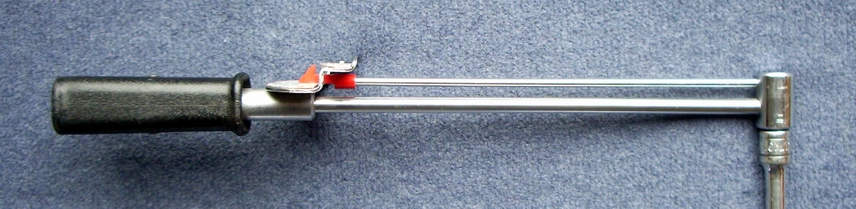
Clau dinamomètrica.

Les femelles es collen generalment amb claus de boca fixa, adaptades a les dimensions de les seves cares, i el serratge ha de ser el que el parell permeti d'acord amb la mida i qualitat de les femelles. Però hi ha casos que poden exigir un parell de serratge molt exacte, i llavors es fa ús de la clau dinamomètrica. Per collar les femelles no és aconsellable utilitzar tubs o palanques perquè es pot trencar el cargol o deteriorar la rosca.
En els muntatges industrials s'utilitzen per al serratge ràpid eines pneumàtiques, en cap cas es poden considerar aquestes eines com claus dinamomètriques, perquè no és possible una regulació molt precisa del parell de serratge amb aquest tipus d'eines.

## Funcions de la rosca emmerletada
La femella emmerletada té un disseny per poder col·locar un passador antigir de bloqueig per evitar que es pugui afluixar el mecanisme durant el seu funcionament. És molt comú utilitzar-la en l'ancoratge d'eixos de transmissió.

## Grandàries de femella estàndard

### Femelles hexagonals mètriques

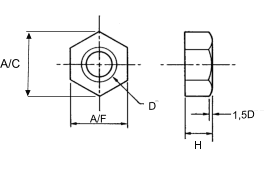
Esquema de femelles

Cal tenir en compte que les mides planes (clau anglesa) difereixen entre els estàndards de la indústria. Per exemple, la clau anglesa o la mida de clau anglesa de sostenidors utilitzats en automòbils fabricats al Japó compleixen amb l'estàndard automotriu JIS.
| Diàmetre forat nominal, D (mm) | Diàmetre forat nominal, D (mm) | Pas, P (mm) | Pas, P (mm) | A través de pisos, A/F (mm) | A través de pisos, A/F (mm) | A través de pisos, A/F (mm) | Diàmetre extern; a través de cantonades, A/C (mm) | Altura, H (mm)    | Altura, H (mm) | Altura, H (mm) |
| 1a opció                       | 2a opció                       | Gruixut     | Fi          | ISO                         | DIN                         | JIS                         | Diàmetre extern; a través de cantonades, A/C (mm) | Femella hexagonal | Femella Jam    | Femella nailon |
| ------------------------------ | ------------------------------ | ----------- | ----------- | --------------------------- | --------------------------- | --------------------------- | ------------------------------------------------- | ----------------- | -------------- | -------------- |
| 1                              |                                | 0.25        |             | 2.5                         |                             |                             |                                                   |                   |                |                |
| 1.2                            |                                | 0.25        |             |                             |                             |                             |                                                   |                   |                |                |
|                                | 1.4                            | 0.3         |             |                             |                             |                             |                                                   |                   |                |                |
| 1.6                            |                                | 0.35        |             | 3.2                         |                             |                             |                                                   |                   |                |                |
|                                | 1.8                            | 0.35        |             |                             |                             |                             |                                                   |                   |                |                |
| 2                              |                                | 0.4         |             | 4                           |                             |                             |                                                   | 1.6               | 1.2            | -              |
| 2.5                            |                                | 0.45        |             | 5                           |                             |                             |                                                   | 2                 | 1.6            | -              |
| 3                              |                                | 0.5         |             | 5.5                         |                             |                             | 6.4                                               | 2.4               | 1.8            | 4              |
|                                | 3.5                            | 0.6         |             | 6                           |                             |                             |                                                   |                   |                |                |
| 4                              |                                | 0.7         |             | 7                           | 7                           | 7                           | 8.1                                               | 3.2               | 2.2            | 5              |
| 5                              |                                | 0.8         |             | 8                           | 8                           | 8                           | 9.2                                               | 4                 | 2.7            | 5              |
| 6                              |                                | 1           | 0.75        | 10                          | 10                          | 10                          | 11.5                                              | 5                 | 3.2            | 6              |
|                                | 7                              | 1           |             |                             | 11                          |                             |                                                   | 5.5               | 3.5            | -              |
| 8                              |                                | 1.25        | 1           | 13                          | 13                          | 12                          | 15                                                | 6.5               | 4              | 8              |
| 10                             |                                | 1.5         | 1.25 or 1   | 16                          | 17                          | 14                          | 19.6                                              | 8                 | 5              | 10             |
| 12                             |                                | 1.75        | 1.5 or 1.25 | 18                          | 19                          | 17                          | 22.1                                              | 10                | 6              | 12             |
|                                | 14                             | 2           | 1.5         | 21                          | 22                          | 19                          |                                                   | 11                | 7              | 14             |
| 16                             |                                | 2           | 1.5         | 24                          | 24                          | 22                          | 27.7                                              | 13                | 8              | 16             |
|                                | 18                             | 2.5         | 2 or 1.5    |                             | 27                          | 27                          |                                                   | 15                | 9              | 18.5           |
| 20                             |                                | 2.5         | 2 or 1.5    | 30                          | 30                          | 30                          | 34.6                                              | 16                | 10             | 20             |
|                                | 22                             | 2.5         | 2 or 1.5    | 32                          |                             |                             |                                                   |                   |                |                |
| 24                             |                                | 3           | 2           | 36                          |                             |                             | 41.6                                              | 19                |                |                |
|                                | 27                             | 3           | 2           | 41                          |                             | 41                          |                                                   |                   |                |                |
| 30                             |                                | 3.5         | 2           | 46                          |                             |                             | 53.1                                              | 24                |                |                |
|                                | 33                             | 3.5         | 2           |                             |                             |                             |                                                   |                   |                |                |
| 36                             |                                | 4           | 3           | 55                          |                             |                             | 63.5                                              | 29                |                |                |
|                                | 39                             | 4           | 3           |                             |                             |                             |                                                   |                   |                |                |
| 42                             |                                | 4.5         | 3           |                             |                             |                             |                                                   |                   |                |                |
|                                | 45                             | 4.5         | 3           |                             |                             |                             |                                                   |                   |                |                |
| 48                             |                                | 5           | 3           |                             |                             |                             |                                                   |                   |                |                |
|                                | 52                             | 5           | 4           |                             |                             |                             |                                                   |                   |                |                |
| 56                             |                                | 5.5         | 4           |                             |                             |                             |                                                   |                   |                |                |
|                                | 60                             | 5.5         | 4           |                             |                             |                             |                                                   |                   |                |                |
| 64                             |                                | 6           | 4           |                             |                             |                             |                                                   |                   |                |                |

### Femelles hexagonals SAE
| Mida UTS | Diàmetre forat nominal, D | Diàmetre forat nominal, D | Diàmetre forat nominal, D | Pas, P        | Pas, P        | Pas, P        | Pas, P   | Pas, P   | Pas, P   | Pas, P          | Pas, P          | Pas, P          | a través de pisos, A/F | a través de pisos, A/F | a través de pisos, A/F | a través de les cantonades, A/C | a través de les cantonades, A/C | a través de les cantonades, A/C | Altura, H         | Altura, H         | Altura, H      | Altura, H      | Altura, H         | Altura, H         |
| Mida UTS | Diàmetre forat nominal, D | Diàmetre forat nominal, D | Diàmetre forat nominal, D | Gruixut (UNC) | Gruixut (UNC) | Gruixut (UNC) | Fi (UNF) | Fi (UNF) | Fi (UNF) | Extra fi (UNEF) | Extra fi (UNEF) | Extra fi (UNEF) | a través de pisos, A/F | a través de pisos, A/F | a través de pisos, A/F | a través de les cantonades, A/C | a través de les cantonades, A/C | a través de les cantonades, A/C | Femella hexagonal | Femella hexagonal | Femella de Jam | Femella de Jam | Femella de nailon | Femella de nailon |
| Mida UTS | (in)                      | (in)                      | (mm)                      | (in)          | (in)          | (mm)          | (in)     | (in)     | (mm)     | (in)            | (in)            | (mm)            | (in)                   | (in)                   | (mm)                   | (in)                            | (in)                            | (mm)                            | (in)              | (mm)              | (in)           | (mm)           | (in)              | (mm)              |
| -------- | ------------------------- | ------------------------- | ------------------------- | ------------- | ------------- | ------------- | -------- | -------- | -------- | --------------- | --------------- | --------------- | ---------------------- | ---------------------- | ---------------------- | ------------------------------- | ------------------------------- | ------------------------------- | ----------------- | ----------------- | -------------- | -------------- | ----------------- | ----------------- |
| #0       |                           |                           |                           |               |               |               |          |          |          |                 |                 |                 | 5⁄32                   | 0.1563                 | 3.969                  |                                 |                                 |                                 |                   |                   |                |                |                   |                   |
| #1       |                           |                           |                           |               |               |               |          |          |          |                 |                 |                 | 5⁄32                   | 0.1563                 | 3.969                  |                                 |                                 |                                 |                   |                   |                |                |                   |                   |
| #2       |                           | 0.086                     | 2.1844                    |               |               |               |          |          |          |                 |                 |                 | 3⁄16                   | 0.1875                 | 4.763                  |                                 |                                 | 5.18                            |                   | 1.65              |                |                |                   |                   |
| #3       |                           |                           |                           |               |               |               |          |          |          |                 |                 |                 | 3⁄16                   | 0.1875                 | 4.763                  |                                 |                                 | 5.10                            |                   | 1.85              |                |                |                   |                   |
| #4       |                           | 0.1120                    | 2.8448                    |               |               |               |          |          |          |                 |                 |                 | 1⁄4                    | 0.2500                 | 6.35                   |                                 |                                 | 7.05                            |                   | 2.25              |                |                |                   |                   |
| #6       |                           | 0.1380                    | 3.5052                    |               |               |               |          |          |          |                 |                 |                 | 5⁄16                   | 0.3125                 | 7.938                  |                                 |                                 | 8.95                            |                   | 2.85              |                |                |                   |                   |
| #8       |                           | 0.1640                    | 4.1656                    |               |               |               |          |          |          |                 |                 |                 | 11⁄32                  | 0.3440                 | 8.731                  |                                 | 0.386                           | 9.80                            |                   | 3.05              |                |                |                   |                   |
| #10      |                           | 0.1900                    | 4.8260                    |               |               |               |          |          |          |                 |                 |                 | 3⁄8                    | 0.3750                 | 9.525                  |                                 | 0.461                           | 11.70                           |                   | 3.10              |                |                |                   |                   |
| #12      |                           | 0.2160                    | 5.4864                    |               |               |               |          |          |          |                 |                 |                 | 7⁄16                   | 0.4375                 | 11.113                 |                                 |                                 |                                 |                   |                   |                |                |                   |                   |
| 1⁄4      | 1⁄4                       | 0.250                     | 6.350                     |               |               |               |          |          |          |                 |                 |                 | 7⁄16                   | 0.4375                 | 11.113                 |                                 |                                 |                                 |                   |                   |                |                |                   |                   |
| 5⁄16     | 5⁄16                      | 0.3125                    | 7.9375                    |               |               |               |          |          |          |                 |                 |                 | 1⁄2                    | 0.5000                 | 12.700                 |                                 | 0.577                           |                                 |                   |                   |                |                |                   |                   |
| 3⁄8      | 3⁄8                       | 0.375                     | 9.525                     |               |               |               |          |          |          |                 |                 |                 | 9⁄16                   | 0.5620                 | 14.288                 |                                 | 0.650                           |                                 |                   |                   |                |                |                   |                   |
| 7⁄16     | 7⁄16                      |                           |                           |               |               |               |          |          |          |                 |                 |                 | 11⁄16                  | 0.6750                 | 17.463                 |                                 |                                 |                                 |                   |                   |                |                |                   |                   |
| 1⁄2      | 1⁄2                       | 0.500                     | 12.70                     |               |               |               |          |          |          |                 |                 |                 | 3⁄4                    | 0.7500                 | 19.050                 |                                 | 0.866                           |                                 |                   |                   |                |                |                   |                   |
| 9⁄16     | 9⁄16                      |                           |                           |               |               |               |          |          |          |                 |                 |                 | 7⁄8                    | 0.8750                 | 22.225                 |                                 |                                 |                                 |                   |                   |                |                |                   |                   |
| 5⁄8      | 5⁄8                       |                           |                           |               |               |               |          |          |          |                 |                 |                 | 15⁄16                  | 0.9375                 | 23.813                 |                                 | 1.083                           |                                 |                   |                   |                |                |                   |                   |
| 3⁄4      | 3⁄4                       | 0.750                     |                           |               |               |               |          |          |          |                 |                 |                 | 1 ⁄8                   | 1.1250                 | 28.575                 |                                 | 1.299                           |                                 |                   |                   |                |                |                   |                   |
| 7⁄8      | 7⁄8                       |                           |                           |               |               |               |          |          |          |                 |                 |                 | 1 5⁄16                 | 1.3125                 | 33.338                 |                                 |                                 |                                 |                   |                   |                |                |                   |                   |
| 1        | 1                         | 1                         | 25.40                     |               |               |               |          |          |          |                 |                 |                 | 1 ⁄2                   | 1.5000                 | 38.100                 |                                 | 1.653                           |                                 |                   |                   |                |                |                   |                   |